# Biblioteca Pública do Amazonas
A Biblioteca Pública do Amazonas é a mais antiga instituição bibliotecária pública do estado do Amazonas e também a maior em acervo. Está sediada desde 1910 num prédio de estilo neoclássico localizado no Centro Histórico de Manaus.

## História

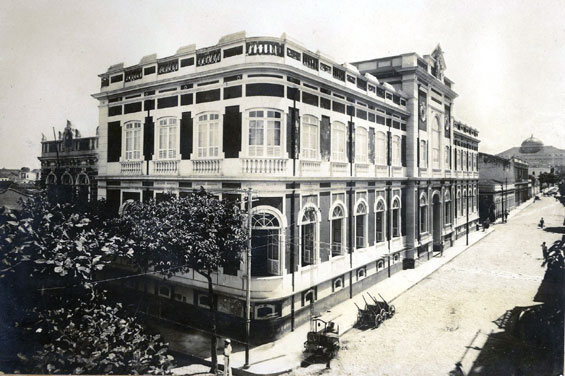
A Biblioteca Pública do Amazonas (ca. 1900)

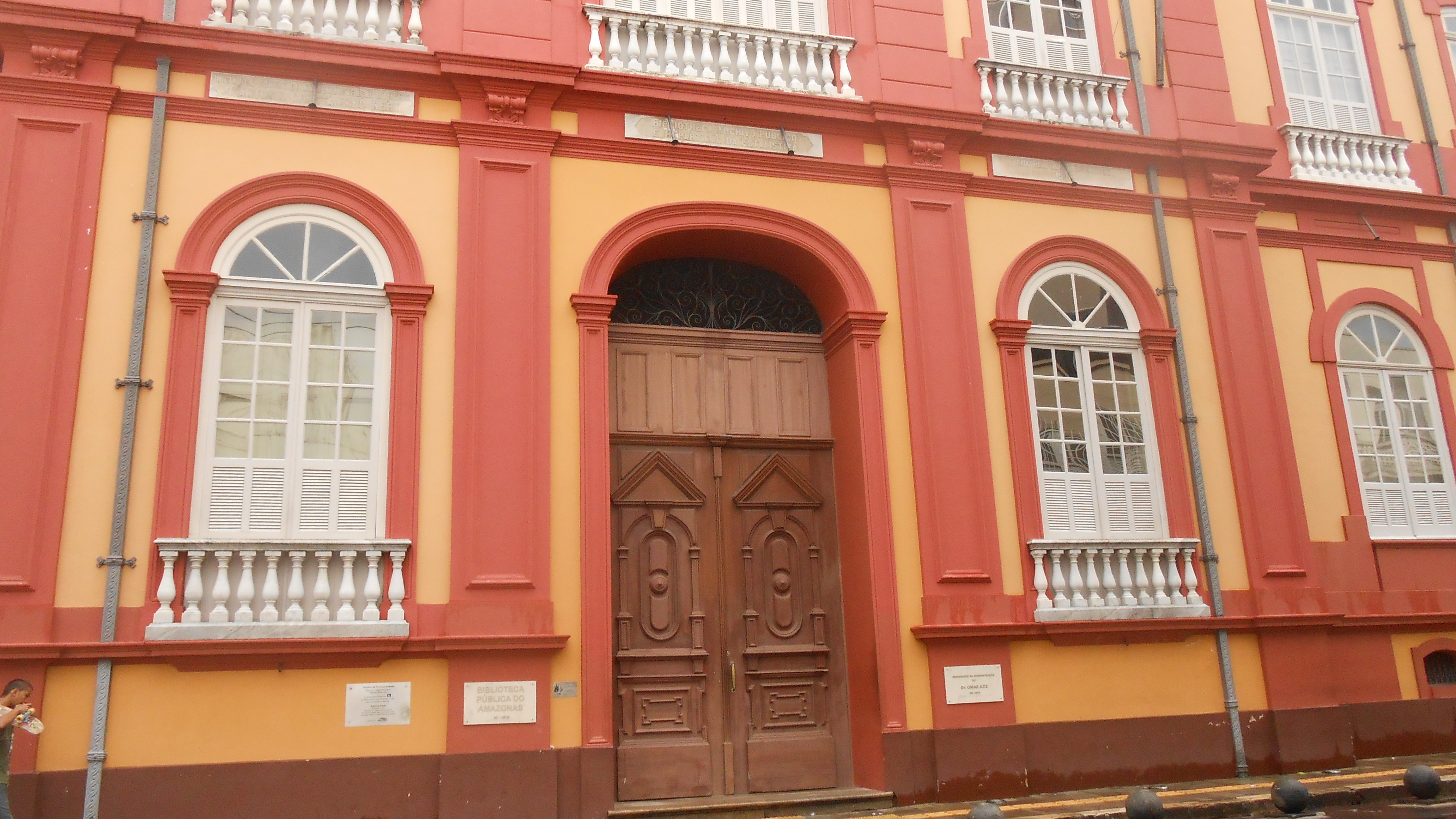
Entrada da Biblioteca Pública do Amazonas

A Biblioteca Pública do Amazonas foi fundada como instituição em 19 de março de 1871, pela Assembleia Legislativa do Amazonas, na época presidida por Ramos Ferreira. Inicialmente funcionou na Catedral de Manaus. Posteriormente foi transferida para o Liceu Amazonense (atual Colégio Dom Pedro II) e em determinada época chegou a funcionar em um armazém na Praça Heliodoro Balbi. Essa movimentação da instituição causou danos ao seu acervo. Coube ao jornalista e historiador Bento de Figueiredo Tenreiro Aranha, no governo de Antonio Bittencourt, em 1910, o trabalho de reorganizar e reinaugurar a Biblioteca, no dia 5 de setembro.

## Acervo
Na biblioteca estão obras raras, periódicos antigos, material acadêmico extenso.  Até o início dos anos 2000, contava com mais de 100 mil obras, sendo tombada pelo Patrimônio Estadual.
Com a estagnação econômica em que mergulhava o Amazonas, em consequência da queda dos preços da borracha, a Biblioteca sofreu um grande abalo, sem poder renovar seu acervo e adquirir novas obras. Para piorar a situação, na madrugada de 22 de agosto de 1945, um incêndio destruiu completamente o patrimônio da Biblioteca, constando cerca de 30 mil livros. Apenas 60 livros que se encontravam em uma exposição, fora do prédio, foram salvos. Depois, o interventor federal Álvaro Botelho Maia baixou um decretou de incorporação de diversas bibliotecas ao acervo da Biblioteca Pública, o mesmo doando 2.500 volumes. A biblioteca foi reaberta em 21 de Novembro de 1947, com um total de 45 000 volumes, vindos também de um mutirão de doações. Em 150 passou a ter autonomia, com diretoria própria, após seu desmembramento do Arquivo Público.
No Salão Lourenço Pessoa, no segundo andar, é possível encontrar uma coleção de mais 30 mil jornais, que datam até 1886. Infelizmente uma parte está fora da possibilidade de manuseio pelo público. Também no segundo andar, há o salão Maria Luiza de Magalhães Cordeiro onde está a Gibiteca, com uma variedade de quadrinhos infanto-juvenis, e o Telecentro, onde o visitante pode usar a internet para estudos.

## Estrutura
O Prédio de estilo neoclássico, localizado na rua Barroso, número 57, começou a ser construído no governo de Antônio Constantino Nery em 1904, para ser inaugurado em dia 5 de outubro de 1910. O grande incêndio de 1945 acometeu toda sua estrutura, que foi reconstruída dois anos depois. Em 1985, durante o governo Gilberto Mestrinho, houve uma restauração parcial do prédio, e em 2013, durante o governo Omar Aziz, houve uma restauração mais impactante. Ao todo foram quatro reformas em sua estrutura e acervo.

O prédio consta de três pisos, sendo eles: o porão, o térreo e o 1º andar. Exceto o porão, em cada piso há um hall central que dá acesso a cada um dos dois salões de cada piso.

### O porão
No subsolo do prédio, pelo lado esquerdo está a administração da Biblioteca, assim como do sistema de bibliotecas estaduais, implementado em 1997 com a criação da Secretaria de Estado de Cultura. Ao lado direito estão os escritórios de Direitos Autorais e o do Depósito Legal, implementados em 2013. O primeiro nasceu de um convênio com a Biblioteca Nacional, possibilitando assim o registro de direitos autorais em Manaus. 
Além disso está no porão a subestação, o gerador e os banheiros, assim como acesso para cadeirantes, copa e almoxarifado. O porão tem acesso à rua Henrique Martins, por conta do declive da região. Pelo interior, chega ao piso térreo por meio de escadas que conectam aos salões  do nível superior, e elevadores.

### O piso térreo
No piso térreo está a entrada principal, que se dá pela rua Barroso, a qual dá acesso a recepção, no hall de entrada. Ao lado estão as escadas e colunas de ferro vindas de Glasgow, Escócia, adornadas com lustres de cristal vindos da Inglaterra, possuindo corrimão de madeira.
Pelo lado direito e norte está o "Salão Thalia Phedra Borges dos Santos", com cerca de 275 metros quadrados e com acervo de obras gerais contando com cerca de 35 mil volumes, em 2013. Thalia foi professora e bibliotecária, com essa última profissão chegou a ser diretora deste instituto. Falecida em 14 de Março de 1983, ainda jovem na altura de seus 43 anos, foi homenageada no ano seguinte, 1984, pelo então governador Gilberto Mestrinho com seu nome no salão norte do térreo.
A ala esquerda, ou sul, se chama "Salão Genesino Braga". Com os mesmos 275 metros quadrados, guarda os acervos da Coleção Amazônica, de Obras Raras, Obras Especiais e Mapoteca, somando cerca de 32 mil volumes, em 2013. Paraense de nascimento, Genesino construiu sua vida e carreira profissional no Amazonas, onde foi professor da Universidade Federal do Amazonas, jornalista e membro fundador da Associação Amazonense de Imprensa, em 1937. Como bibliotecário, foi diretor desta instituição e desempenhou importante papel na recuperação e reinstalação da Biblioteca após o incêndio de 1945.

### O 1º Andar
Ao subir as escadas chega-se ao hall do 1º andar. Imediatamente acima das escadas está a obra “A Redempção do Amazonas”, de Aurélio de Figueiredo.   O teto do hall apresenta uma claraboia de vidros brancos variando para a transparência, vindos da Inglaterra. Cercando a claraboia estão 4 trapézios brancos de estuque em gesso, onde estão representados em círculos os bustos de Johannes Gutenberg, Gonçalves Dias, Carlos Gomes e Augusto Teixeira de Freitas, cercados por desenhos decorativos. A parede tem revestimento marmorizado.
Pelo lado direito, ao norte, está o "Salão Lourenço Pessoa". Este salão abrigou, até antes de 1945, a Assembleia Legislativa do Amazonas e foi nele que iniciou-se o incêndio daquele ano. Aqui estão os periódicos. Lourenço Pessoa foi professor ainda nos tempos da província, sendo notório abolicionista.
Pelo lado esquerdo, ao sul, o "Salão Maria Luiza de Magalhães Cordeiro" que abriga os acervos da Biblioteca Luso-Brasileira Ferreira de Castro, de Literatura, a Gibiteca e o Telecentro. Maria Cordeiro era natural de Guajará-Mirim, em época que esta cidade rondoniense pertencia ao estado do Mato Grosso. Foi bibliotecária e presidente desta instituição, além de fazer parte do grupo pioneiro de professores do curso de biblioteconomia da Universidade Federal do Amazonas, instituição pela qual se aposentou.

### A obra "Redempção do Amazonas"
No hall do piso do 1º andar está a obra "Redempção do Amazonas" de autoria do artista nacional Aurélio Figueiredo. O obra consta de moldura em madeira  com gesso decorativo, medindo ao todo 7,20m x 4,20m. A pintura em si é um óleo sobre tela, com data de 1888, medindo 6,65m x 3,65m. Esta obra pode estar no local deste 1907. A obra fala da abolição da escravatura no Amazonas através da lei Aurea e menciona datas importantes como a votação da lei pela Assembleia do Amazonas, em 24 de Abril de 1884, e a total redenção da província, em 10 de julho do mesmo ano. Logo acima está o brasão de armas brasileiro, da época em que o país ainda era oficialmente chamado de Estados Unidos do Brasil.